# Shiregreen
Shiregreen ist der Künstlername des Singer-Songwriters Klaus Adamaschek (* 4. November 1957 in Gelsenkirchen).

## Leben
Aufgewachsen in Gelsenkirchen inmitten des Ruhrgebiets studierte Klaus Adamaschek in Aachen Germanistik und Sport als Lehramt. Schon während des Studiums trat er als deutschsprachiger Liedermacher auf, später folgte die erste Rock- und Folkband. Nach dem Studium legte Adamaschek eine fast zwanzigjährige musikalische Pause ein, in der er sich auf sein berufliches Schaffen konzentrierte. Er baute das Umweltbildungszentrum Licherode auf. 2005 begann Adamaschek wieder Musik zu machen und veröffentlichte seither neun Alben mit selbstgeschriebenen englisch- und deutschsprachigen Songs. Heute lebt Adamaschek im hessischen Rotenburg an der Fulda.

## Musik und Texte
Die Musik von Shiregreen erinnert an Songwriter der 1970er Jahre wie Kris Kristofferson, Neil Young, Leonard Cohen oder Gordon Lightfoot.
Der Shiregreen-Song Freedom Fighter gewann 2008 den weltweiten Songwriter-Wettbewerb Composers 2008. Nach zahlreichen Konzerten in Deutschland hat Shiregreen 2010 auch erste Konzerte in den USA absolviert und ist 2011 durch den Westen der USA getourt. Auf der halbjährigen Tour ist als musikalisches Reisetagebuch das Konzeptalbum Trails entstanden. Seit 2015 veröffentlicht Adamaschek auch wieder deutschsprachige Lieder. 2017 erschien das Doppelalbum "Earthbound Songs / Traumwandler" mit einer deutschsprachigen und einer englischsprachigen CD.

## Diskografie
- Another Life, Another Song (2007)
- Dreams and Shadows (2008)
- Reaching the Shore (2009)
- The Toolhouse Sessions (2009)
- Peaceful Shades (2010)
- Trails (2012)[2]
- The stories I could tell (2013)[2]
- Neue Pfade (2015)[10]
- Earthbound Songs / Traumwandler (2017)[11]